# Pena di morte in Mongolia
La pena di morte non è più in vigore in Mongolia dal 2012 dopo due anni di moratoria. Prima era uno dei 58 paesi su 197 elencati da Amnesty International a mantenere la pratica della pena di morte. Il metodo di esecuzione in genere era la fucilazione con proiettile nella nuca.
Fino al 2012, venivano puniti cinque crimini con la pena capitale:
- atti di terrorismo commessi per motivi politici;
- atti di terrorismo commessi contro rappresentanti di uno Stato straniero per motivi politici;
- sabotaggio;
- omicidio premeditato commesso con le aggravanti:
- stupro con circostanze aggravanti.

Solamente uomini di età compresa tra i 18 e i 60 all'epoca del reato potevano essere giustiziati: le donne non erano invece più soggette alla pena di morte.
Il governo aveva preso in considerazione l'abolizione della pena di morte per tutti i reati a eccezione dell'omicidio premeditato e dei crimini in circostanze aggravate. Era consuetudine una sorta di moratoria parziale anche per il fatto che il presidente Cahiagijn Ėlbėgdorž era contro una tale pratica.
Un rapporto di Amnesty International riportava tuttavia che la Mongolia - come la Cina, il Vietnam, Malesia e Singapore - eseguisse in segreto le sentenze. La famiglia del prigioniero non veniva informata della data dell'esecuzione, né del luogo della sepoltura. Sempre secondo Amnesty International, nel 2007, 45 persone sarebbero state condannate a morte, ma il numero effettivo delle esecuzioni non sarebbe stato rivelato dalle autorità. Si pensa che nel 2008 siano state giustiziate cinque persone.